# Långtjärnen (Indals socken, Medelpad, 693999-155849)
Långtjärnen är en sjö i Sundsvalls kommun i Medelpad och ingår i Indalsälvens huvudavrinningsområde.